# Железнодорожные весы

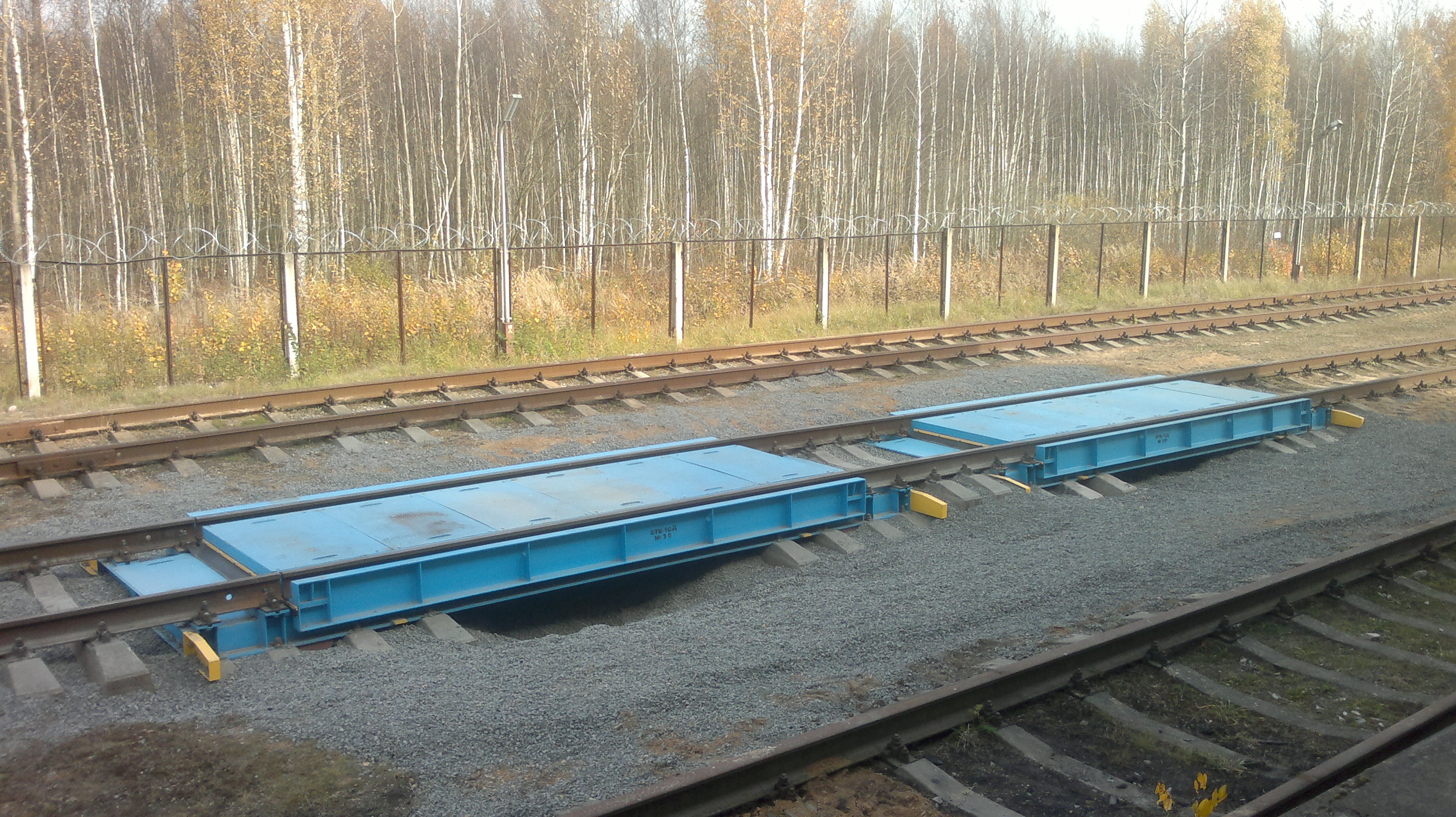
Бесфундаментные вагонные весы на станции Руденск, Беларусь

Вагонные весы предназначены для взвешивания подвижного состава в статическом режиме и в динамическом при движении без расцепки вагонов, в режиме дозирования, загрузки или разгрузки материалов. Тензометрические электронные вагонные весы используются для контроля массы вагонов, составов, для цистерн как в статике, динамике, так и в статико-динамике, а также для равномерной загрузки вагона по конусам.

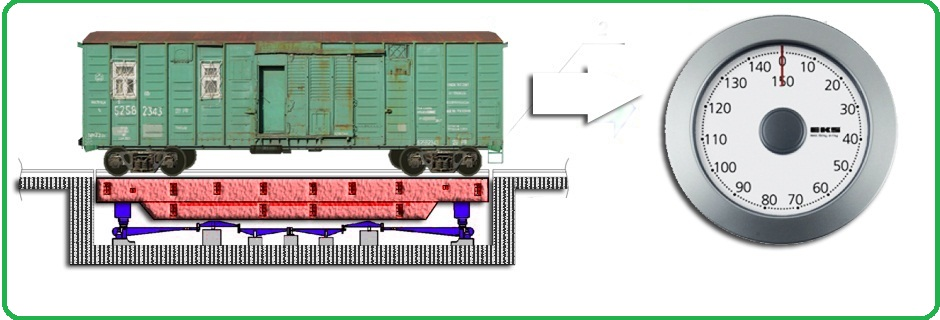
Общая схема весов железнодорожных

Железнодорожные вагонные весы предназначены для статического взвешивания железнодорожных вагонов при учетных и технологических операциях на предприятиях промышленности и транспорта с отображением результатов взвешивания на весоизмерительном приборе. Изготавливаются вагонные весы в соответствии с требованиями Вес ГОСТ 29329 — Весы для статического взвешивания.

## Типы вагонных весов, их характеристики, преимущества и недостатки
У каждого производителя есть свои особенности. Ниже приведена классификация вагонных весов с основными преимуществами и недостатками.

### По принципу действия вагонные весы делятся
- Механические     вагонные весы. В настоящее время не производятся.
- Электронные     вагонные весы. Весы, в основе которых в большинстве     случаев используются тензометрические датчики.

### По назначению вагонные весы можно разделить
- Для     предприятий при приемке и отправке грузов. К     этому типу относятся все весы для коммерческого взвешивания. В случае, если грузопоток на предприятии небольшой, то используются статические весы. Если     грузопоток вагонов больше 15 вагонов в сутки, то целесообразно     использование стато-динамических вагонных весов, которые позволяют     взвешивать как в статике, так и в движении.
- Для     Железной Дорог. Весы устанавливаются на главных путях,     станционных путях для контроля перегруза вагонов. Главная особенность     данных вагонных весов – неразрезной рельс, что позволяет не понижать     транзитную скорость через весы до 15 км/ч. Скорость взвешивания на такие     весах не превышает 40 км/ч, а в большинстве случает составляет 10-15 км/ч.

### По типу взвешивания

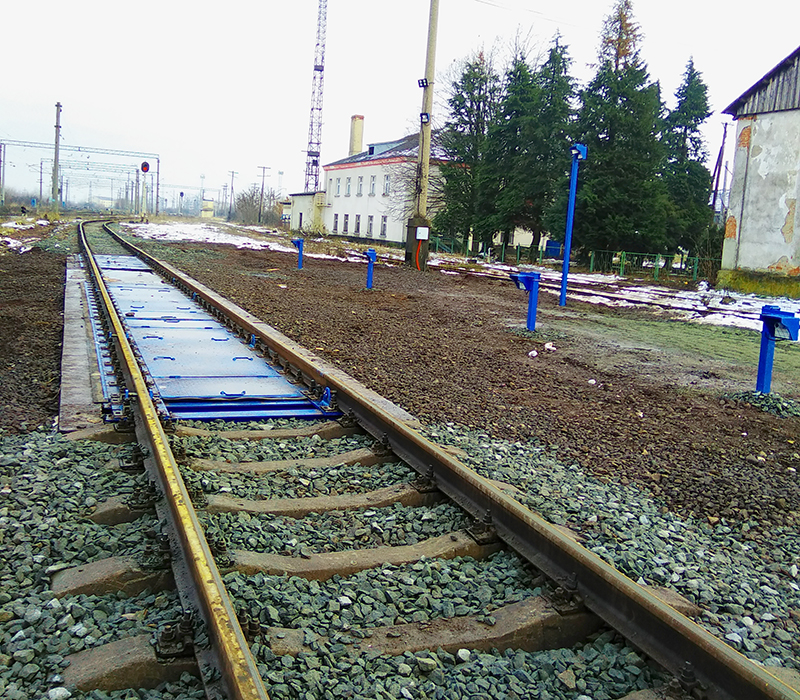
Вагонные весы с системой автоматизации: камеры видеонаблюдения для контроля расположения вагона на весах и камеры с функцией распознавания номера вагона

- Вагонные весы с системой автоматизации: камеры видеонаблюдения для контроля расположения вагона на весах и камеры с функцией распознавания номера вагонаСтатические. Взвешивание     производится с остановкой вагона на весах, с расцепкой вагонов или без     расцепки. Наиболее точное взвешивание, обеспечивающее коммерческий учет     продуктов.
- Стато-динамические. Взвешивание     производится как в статике с остановкой вагона на весах, так и в движении.     Взвешивание в движении производится на скорости не более 10-15 км/ч целого     состава вагонов. По окончании прохождения состава выдается отчёт о весе     всех вагонов, прошедших через весы. Преимущества данных весов – экономия     времени и затрат на маневровых работах.
- Динамические. Взвешивание     вагонов производится только в движении. Предназначено для технологического     учёта на крупных предприятиях.

### По типу конструкции
- Фундаментные     вагонные весы. Классические вагонные весы, требуют     заливки железобетонного фундамента, могут быть выполнены с котлованом и     без. Монтаж весов занимает около 2 месяцев.
- Весы     на сборном железобетоне. Вагонные весы     устанавливаются на заранее изготовленных железобетонных конструкциях, что     позволяет сократить сроки монтажа вагонных весов до 3 -5 недель.
- Бесфундаментные     вагонные весы. Это новое поколение вагонных весов,     может быть выполнено в различных конструкциях: на шпалах или металлическом     фундаменте. Так как весы данного типа устанавливаются на щебеночное     основание, обязательным требованием к данному типу вагонных весов является     нечувствительность к просадкам грунта, что гарантирует стабильные     метрологические характеристики. Основное преимущество – это коротки сроки     монтажа, установка вагонных весов может быть выполнена за 2-3 рабочие     смены.

### По типу электроники
- Аналоговая     тензометрическая система. Наиболее     распространенная система, построенная на аналоговых тензометрических     датчиках и балансировочной коробке. Основной недостаток – один канал на     все датчики.

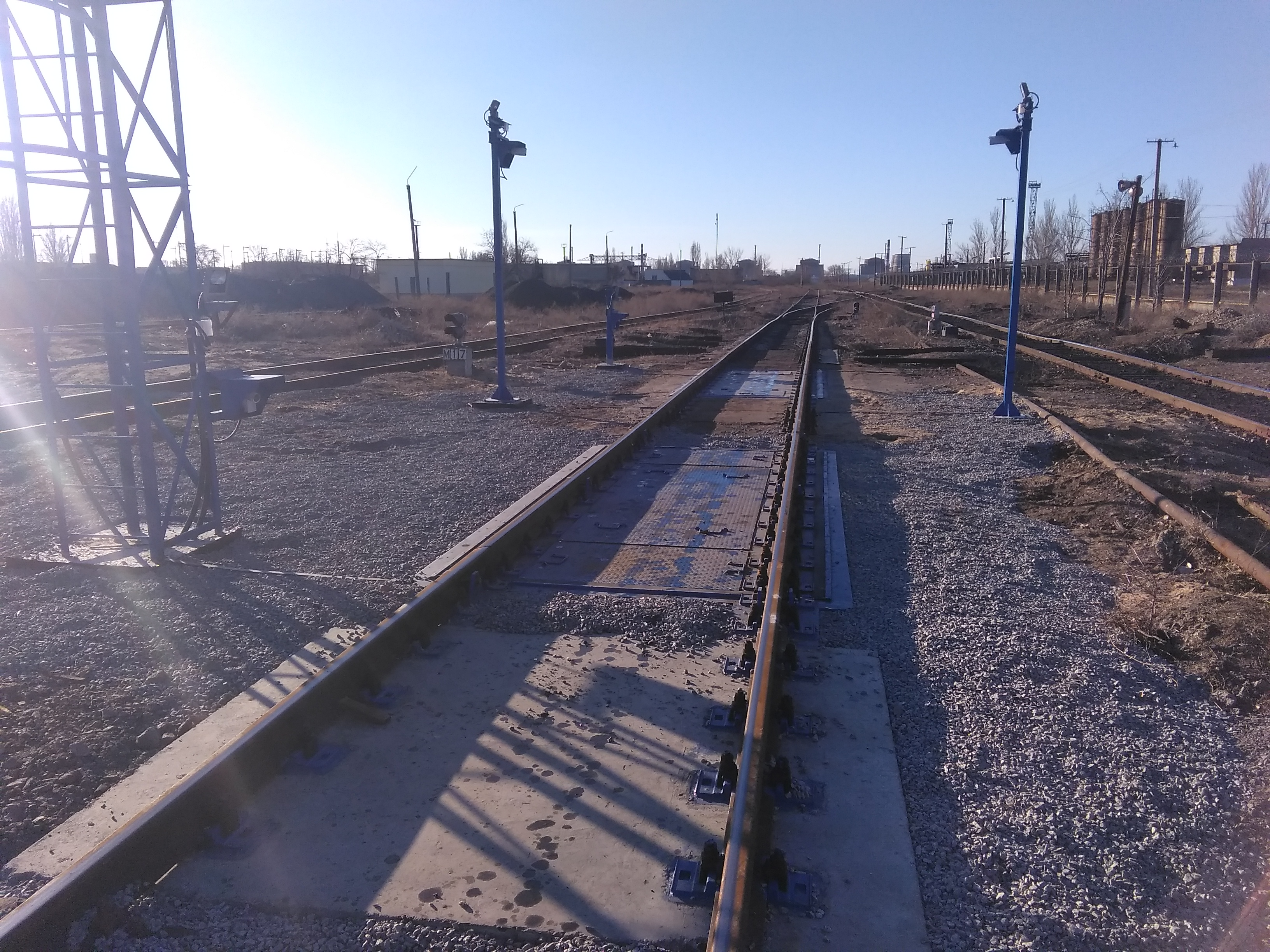
Железнодорожные весы с системой автоматизации производства Компании "Весоизмерительные системы", Украина

- Железнодорожные весы с системой автоматизации производства Компании "Весоизмерительные системы", УкраинаЦифровая     тензометрическая система. Получила     распространение в последнее время. Может быть построена на цифровых     тензодатчиках или аналоговых датчиках с цифровой распределительной     коробкой. Основное преимущество – каждый датчик имеет отдельный канал, что     позволяет производить легкую диагностику и настройку. Благодаря разделению     каналов возможно определение продольного и поперечного смещения центра     тяжести взвешиваемого вагона.

В динамических вагонных весах используются только аналоговые датчики.
Также необходимо разделить вагонные весы в зависимости от типа взвешиваемого вагона: четырех-осные, шести-осные или восьми-осные вагоны, а также базы (длины) вагонов и типу колеи (широкая или узкая).

### Вагонные весы статического взвешивания

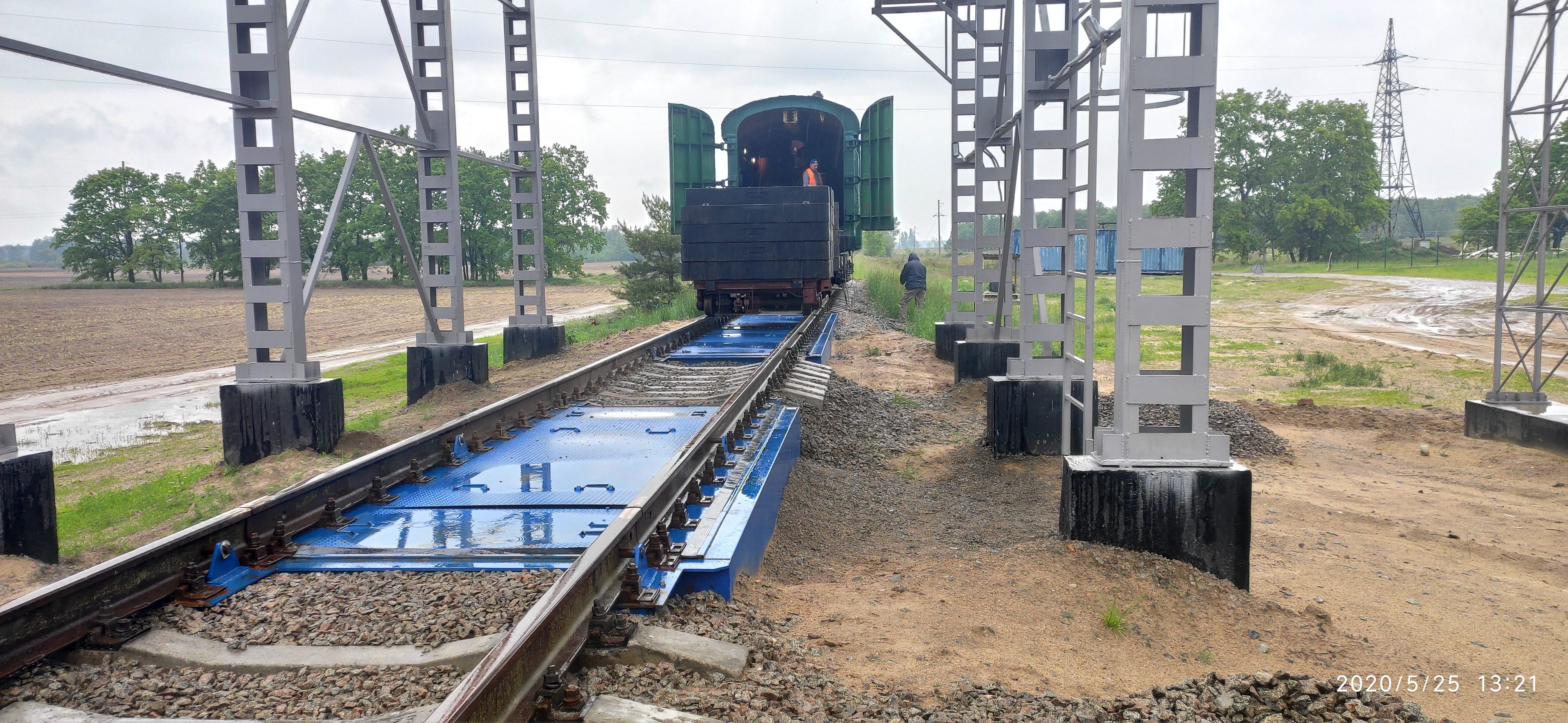
Вагонные весы с весоповерочным вагоном, весоповерочной тележкой и эталонными гирями на ней

Весы предназначены для взвешивания вагонов с отображением результатов взвешивания на цифровом табло. Весы требуют вмешательства оператора для принятия решения о приемлемости результата взвешивания, поэтому называются весами неавтоматического действия. Соответствуют требованиям межгосударственного стандарта, идентичного по отношению к международной рекомендации OIML R 76-1:2006. Чтобы ускорить процесс взвешивания, вагонные весы могут быть дополнены системой автоматизации. Сердце любой автоматизации – это программное обеспечение для вагонных весов. Также к весам могут быть подключены камеры видеонаблюдения, чтобы оператор мог контролировать размещение вагона на платформе прямо из интерфейса программного обеспечения. Также можно подключить к весам камеру с функцией распознавания вагона, благодаря чему номер вагона в программном обеспечении заполняется автоматически. Чтобы не прибегать к участию весовщика в контроле правильного размещения вагона на весах, к весам подключается система позиционирования, которая не позволит осуществить взвешивание, если хоть одна тележка вагона не размещена на платформе. Кроме того, при использовании ПО отпадает необходимость тарирования вагона после каждой разгрузки. Для определения массы нетто может быть использована масса тары из справочника ПО, последняя актуальная, тара с бруса или это значение может быть получено из базы данных Железной дороги.

### Динамические вагонные весы для потележечного взвешивания в динамике
Весы позволяют взвешивать любой парк вагонов в статике или в движении. Производить дозирование и контролировать смещение центра тяжести вагона как в статике, так и в движении. Весы работают без вмешательства оператора по предварительно заданной программе, поэтому называются весами автоматического действия. Соответствуют требованиям межгосударственного стандарта.

## Размещение и монтаж
Весы железнодорожные устанавливаются на прямолинейном горизонтальном нивелированном участке железнодорожного пути.
Фундаментные работы производятся на основании строительного задания, являющегося частью документации на вагонные весы. Конструкция фундамента определяется характеристиками грунта на месте установки железнодорожных весов. На неустойчивых грунтах и при высоком уровне грунтовых вод вагонные весы устанавливают на заглубленный монолитный железобетонный фундамент. На его изготовление обычно требуется минимум 45 дней. Кабели от тензодатчиков и центральный кабель защищены от механических повреждений прокладкой в металлических трубах и металорукавах.
Поверхностный монолитный фундамент поставляется на место установки весов вместе с самими весами. Он представляет собой металлическую опалубку с металлокаркасом. Изготавливается на месте установки весов и требует остановки пути на 30 календарных дней.
Сборный фундамент для вагонных весов ни в чем не уступает монолитному по своим характеристикам, зато не требует длительной остановки пути. Весы с таким фундаментом обычно устанавливаются за 5-10 дней.
Бесфундаментные железнодорожные весы устанавливаются на железобетонные шпалы на щебеночном основании. Для корректной и стабильной работы необходимо, чтобы весы не изменяли свои метрологические характеристики при просадке грунта в пределах норм содержания железнодорожного пути. 

## Особенности железнодорожных вагонных весов
Различные варианты конструкции позволяют повагонное или потележечное взвешивание всех типов вагонов с расцепкой или без; экономичный и быстровозводимый фундамент; неприхотливость и удобство обслуживания вагонных весов; простота транспортировки (разрешение на перевозку негабаритных грузов не требуется); высокая точность вагонных весов; широкий температурный диапазон эксплуатации (от −30° до +40°С). 